# Награды Новгородской области
Награды Новгородской области — награды субъекта Российской Федерации учреждённые согласно Закону Новгородской области от 01 сентября 2014 года № 600-ОЗ «О наградах Новгородской области»  и принимаемых в соответствии с ним нормативных правовых актов Новгородской области.
Закон устанавливает виды наград Новгородской области, принципы награждения.
Основными принципами награждения наградами Новгородской области являются:
- гласность;
- единство требований и равенство условий награждения;
- награждение граждан за личные заслуги и достижения.

## Награды Новгородской области
| Изображение награды                                           | Наименование награды                                                                                            | Дата учреждения      | Условия представления к награждению | Источник |
|                                                               | Звание «Почётный гражданин Новгородской области» ––– (Нагрудный знак «Почётный гражданин Новгородской области») | 31 августа 2015 года | Присваивается гражданам за исключительные личные заслуги перед Новгородской областью, способствующие социально-экономическому развитию Новгородской области, гражданам, внёсшим значительный личный вклад в повышение благосостояния жителей Новгородской области, повышение авторитета Новгородской области в Российской Федерации и за пределами Российской Федерации, а также за мужество, героизм, смелость и отвагу, проявленные при выполнении служебного долга по защите Отечества. Звание «Почётный гражданин Новгородской области» присваивается гражданам Российской Федерации, постоянно проживающим на территории Новгородской области не менее 20 лет. Необходимо наличие одной из наград: - государственной награды Российской Федерации или государственной награды СССР; - знака отличия Новгородской области «За заслуги перед Новгородской областью»; - почётного звания Новгородской области; - медали «Новгородская Слава» I степени | Закон Новгородской области от 31 августа 2015 года N 827-ОЗ о звании «Почётный гражданин Новгородской области»                                                            |
|                                                               | Почётные звания Новгородской области                                                                            | 31 августа 2015 года | Присваивается гражданам за личные заслуги, способствующие социально-экономическому развитию Новгородской области, за общественно-значимый личный вклад в развитие экономики и производства, сельского хозяйства, культуры и искусства, науки, образования, здравоохранения, физической культуры и спорта, строительства и иных сфер деятельности, за результативную и эффективную государственную или муниципальную службу, за добросовестную и безупречную служебную деятельность в органах государственной власти или органах местного самоуправления Новгородской области. Необходимо: - Наличие общего трудового стажа в соответствующей Почётному званию сфере деятельности – не менее 20 лет,при этом по последнему месту работы – не менее 5 лет; - Наличие не менее 2 наград Новгородской области (в соответствии с перечнем наград, утверждённым областным законом Новгородской области № 600-ОЗ «О наградах Новгородской области»). | Закон Новгородской области от 31 августа 2015 года N 805-ОЗ «О почётных званиях Новгородской области»                                                                     |
|                                                               | «Почётный архитектор Новгородской области»                                                                      | 31 августа 2015 года | Присваивается гражданам за личные заслуги, способствующие социально-экономическому развитию Новгородской области, за общественно-значимый личный вклад в развитие экономики и производства, сельского хозяйства, культуры и искусства, науки, образования, здравоохранения, физической культуры и спорта, строительства и иных сфер деятельности, за результативную и эффективную государственную или муниципальную службу, за добросовестную и безупречную служебную деятельность в органах государственной власти или органах местного самоуправления Новгородской области. Необходимо: - Наличие общего трудового стажа в соответствующей Почётному званию сфере деятельности – не менее 20 лет,при этом по последнему месту работы – не менее 5 лет; - Наличие не менее 2 наград Новгородской области (в соответствии с перечнем наград, утверждённым областным законом Новгородской области № 600-ОЗ «О наградах Новгородской области»). | Закон Новгородской области от 31 августа 2015 года N 805-ОЗ «О почётных званиях Новгородской области»                                                                     |
|                                                               | «Почётный деятель культуры Новгородской области»                                                                | 31 августа 2015 года | Присваивается гражданам за личные заслуги, способствующие социально-экономическому развитию Новгородской области, за общественно-значимый личный вклад в развитие экономики и производства, сельского хозяйства, культуры и искусства, науки, образования, здравоохранения, физической культуры и спорта, строительства и иных сфер деятельности, за результативную и эффективную государственную или муниципальную службу, за добросовестную и безупречную служебную деятельность в органах государственной власти или органах местного самоуправления Новгородской области. Необходимо: - Наличие общего трудового стажа в соответствующей Почётному званию сфере деятельности – не менее 20 лет,при этом по последнему месту работы – не менее 5 лет; - Наличие не менее 2 наград Новгородской области (в соответствии с перечнем наград, утверждённым областным законом Новгородской области № 600-ОЗ «О наградах Новгородской области»). | Закон Новгородской области от 31 августа 2015 года N 805-ОЗ «О почётных званиях Новгородской области»                                                                     |
|                                                               | «Почётный деятель науки Новгородской области»                                                                   | 31 августа 2015 года | Присваивается гражданам за личные заслуги, способствующие социально-экономическому развитию Новгородской области, за общественно-значимый личный вклад в развитие экономики и производства, сельского хозяйства, культуры и искусства, науки, образования, здравоохранения, физической культуры и спорта, строительства и иных сфер деятельности, за результативную и эффективную государственную или муниципальную службу, за добросовестную и безупречную служебную деятельность в органах государственной власти или органах местного самоуправления Новгородской области. Необходимо: - Наличие общего трудового стажа в соответствующей Почётному званию сфере деятельности – не менее 20 лет,при этом по последнему месту работы – не менее 5 лет; - Наличие не менее 2 наград Новгородской области (в соответствии с перечнем наград, утверждённым областным законом Новгородской области № 600-ОЗ «О наградах Новгородской области»). | Закон Новгородской области от 31 августа 2015 года N 805-ОЗ «О почётных званиях Новгородской области»                                                                     |
|                                                               | «Почётный работник жилищно-коммунального хозяйства Новгородской области»                                        | 31 августа 2015 года | Присваивается гражданам за личные заслуги, способствующие социально-экономическому развитию Новгородской области, за общественно-значимый личный вклад в развитие экономики и производства, сельского хозяйства, культуры и искусства, науки, образования, здравоохранения, физической культуры и спорта, строительства и иных сфер деятельности, за результативную и эффективную государственную или муниципальную службу, за добросовестную и безупречную служебную деятельность в органах государственной власти или органах местного самоуправления Новгородской области. Необходимо: - Наличие общего трудового стажа в соответствующей Почётному званию сфере деятельности – не менее 20 лет,при этом по последнему месту работы – не менее 5 лет; - Наличие не менее 2 наград Новгородской области (в соответствии с перечнем наград, утверждённым областным законом Новгородской области № 600-ОЗ «О наградах Новгородской области»). | Закон Новгородской области от 31 августа 2015 года N 805-ОЗ «О почётных званиях Новгородской области»                                                                     |
|                                                               | «Почётный работник здравоохранения Новгородской области»                                                        | 31 августа 2015 года | Присваивается гражданам за личные заслуги, способствующие социально-экономическому развитию Новгородской области, за общественно-значимый личный вклад в развитие экономики и производства, сельского хозяйства, культуры и искусства, науки, образования, здравоохранения, физической культуры и спорта, строительства и иных сфер деятельности, за результативную и эффективную государственную или муниципальную службу, за добросовестную и безупречную служебную деятельность в органах государственной власти или органах местного самоуправления Новгородской области. Необходимо: - Наличие общего трудового стажа в соответствующей Почётному званию сфере деятельности – не менее 20 лет,при этом по последнему месту работы – не менее 5 лет; - Наличие не менее 2 наград Новгородской области (в соответствии с перечнем наград, утверждённым областным законом Новгородской области № 600-ОЗ «О наградах Новгородской области»). | Закон Новгородской области от 31 августа 2015 года N 805-ОЗ «О почётных званиях Новгородской области»                                                                     |
|                                                               | «Почётный работник лесного хозяйства Новгородской области»                                                      | 31 августа 2015 года | Присваивается гражданам за личные заслуги, способствующие социально-экономическому развитию Новгородской области, за общественно-значимый личный вклад в развитие экономики и производства, сельского хозяйства, культуры и искусства, науки, образования, здравоохранения, физической культуры и спорта, строительства и иных сфер деятельности, за результативную и эффективную государственную или муниципальную службу, за добросовестную и безупречную служебную деятельность в органах государственной власти или органах местного самоуправления Новгородской области. Необходимо: - Наличие общего трудового стажа в соответствующей Почётному званию сфере деятельности – не менее 20 лет,при этом по последнему месту работы – не менее 5 лет; - Наличие не менее 2 наград Новгородской области (в соответствии с перечнем наград, утверждённым областным законом Новгородской области № 600-ОЗ «О наградах Новгородской области»). | Закон Новгородской области от 31 августа 2015 года N 805-ОЗ «О почётных званиях Новгородской области»                                                                     |
|                                                               | «Почётный работник образования Новгородской области»                                                            | 31 августа 2015 года | Присваивается гражданам за личные заслуги, способствующие социально-экономическому развитию Новгородской области, за общественно-значимый личный вклад в развитие экономики и производства, сельского хозяйства, культуры и искусства, науки, образования, здравоохранения, физической культуры и спорта, строительства и иных сфер деятельности, за результативную и эффективную государственную или муниципальную службу, за добросовестную и безупречную служебную деятельность в органах государственной власти или органах местного самоуправления Новгородской области. Необходимо: - Наличие общего трудового стажа в соответствующей Почётному званию сфере деятельности – не менее 20 лет,при этом по последнему месту работы – не менее 5 лет; - Наличие не менее 2 наград Новгородской области (в соответствии с перечнем наград, утверждённым областным законом Новгородской области № 600-ОЗ «О наградах Новгородской области»). | Закон Новгородской области от 31 августа 2015 года N 805-ОЗ «О почётных званиях Новгородской области»                                                                     |
|                                                               | «Почётный работник органов государственной власти Новгородской области»                                         | 31 августа 2015 года | Присваивается гражданам за личные заслуги, способствующие социально-экономическому развитию Новгородской области, за общественно-значимый личный вклад в развитие экономики и производства, сельского хозяйства, культуры и искусства, науки, образования, здравоохранения, физической культуры и спорта, строительства и иных сфер деятельности, за результативную и эффективную государственную или муниципальную службу, за добросовестную и безупречную служебную деятельность в органах государственной власти или органах местного самоуправления Новгородской области. Необходимо: - Наличие общего трудового стажа в соответствующей Почётному званию сфере деятельности – не менее 20 лет,при этом по последнему месту работы – не менее 5 лет; - Наличие не менее 2 наград Новгородской области (в соответствии с перечнем наград, утверждённым областным законом Новгородской области № 600-ОЗ «О наградах Новгородской области»). | Закон Новгородской области от 31 августа 2015 года N 805-ОЗ «О почётных званиях Новгородской области»                                                                     |
|                                                               | «Почётный работник органов местного самоуправления Новгородской области»                                        | 31 августа 2015 года | Присваивается гражданам за личные заслуги, способствующие социально-экономическому развитию Новгородской области, за общественно-значимый личный вклад в развитие экономики и производства, сельского хозяйства, культуры и искусства, науки, образования, здравоохранения, физической культуры и спорта, строительства и иных сфер деятельности, за результативную и эффективную государственную или муниципальную службу, за добросовестную и безупречную служебную деятельность в органах государственной власти или органах местного самоуправления Новгородской области. Необходимо: - Наличие общего трудового стажа в соответствующей Почётному званию сфере деятельности – не менее 20 лет,при этом по последнему месту работы – не менее 5 лет; - Наличие не менее 2 наград Новгородской области (в соответствии с перечнем наград, утверждённым областным законом Новгородской области № 600-ОЗ «О наградах Новгородской области»). | Закон Новгородской области от 31 августа 2015 года N 805-ОЗ «О почётных званиях Новгородской области»                                                                     |
|                                                               | «Почётный работник промышленности Новгородской области»                                                         | 31 августа 2015 года | Присваивается гражданам за личные заслуги, способствующие социально-экономическому развитию Новгородской области, за общественно-значимый личный вклад в развитие экономики и производства, сельского хозяйства, культуры и искусства, науки, образования, здравоохранения, физической культуры и спорта, строительства и иных сфер деятельности, за результативную и эффективную государственную или муниципальную службу, за добросовестную и безупречную служебную деятельность в органах государственной власти или органах местного самоуправления Новгородской области. Необходимо: - Наличие общего трудового стажа в соответствующей Почётному званию сфере деятельности – не менее 20 лет,при этом по последнему месту работы – не менее 5 лет; - Наличие не менее 2 наград Новгородской области (в соответствии с перечнем наград, утверждённым областным законом Новгородской области № 600-ОЗ «О наградах Новгородской области»). | Закон Новгородской области от 31 августа 2015 года N 805-ОЗ «О почётных званиях Новгородской области»                                                                     |
|                                                               | «Почётный работник торговли и сферы услуг Новгородской области»                                                 | 31 августа 2015 года | Присваивается гражданам за личные заслуги, способствующие социально-экономическому развитию Новгородской области, за общественно-значимый личный вклад в развитие экономики и производства, сельского хозяйства, культуры и искусства, науки, образования, здравоохранения, физической культуры и спорта, строительства и иных сфер деятельности, за результативную и эффективную государственную или муниципальную службу, за добросовестную и безупречную служебную деятельность в органах государственной власти или органах местного самоуправления Новгородской области. Необходимо: - Наличие общего трудового стажа в соответствующей Почётному званию сфере деятельности – не менее 20 лет,при этом по последнему месту работы – не менее 5 лет; - Наличие не менее 2 наград Новгородской области (в соответствии с перечнем наград, утверждённым областным законом Новгородской области № 600-ОЗ «О наградах Новгородской области»). | Закон Новгородской области от 31 августа 2015 года N 805-ОЗ «О почётных званиях Новгородской области»                                                                     |
|                                                               | «Почётный работник связи и массовых коммуникаций Новгородской области»                                          | 31 августа 2015 года | Присваивается гражданам за личные заслуги, способствующие социально-экономическому развитию Новгородской области, за общественно-значимый личный вклад в развитие экономики и производства, сельского хозяйства, культуры и искусства, науки, образования, здравоохранения, физической культуры и спорта, строительства и иных сфер деятельности, за результативную и эффективную государственную или муниципальную службу, за добросовестную и безупречную служебную деятельность в органах государственной власти или органах местного самоуправления Новгородской области. Необходимо: - Наличие общего трудового стажа в соответствующей Почётному званию сфере деятельности – не менее 20 лет,при этом по последнему месту работы – не менее 5 лет; - Наличие не менее 2 наград Новгородской области (в соответствии с перечнем наград, утверждённым областным законом Новгородской области № 600-ОЗ «О наградах Новгородской области»). | Закон Новгородской области от 31 августа 2015 года N 805-ОЗ «О почётных званиях Новгородской области»                                                                     |
|                                                               | «Почётный работник сельского хозяйства Новгородской области»                                                    | 31 августа 2015 года | Присваивается гражданам за личные заслуги, способствующие социально-экономическому развитию Новгородской области, за общественно-значимый личный вклад в развитие экономики и производства, сельского хозяйства, культуры и искусства, науки, образования, здравоохранения, физической культуры и спорта, строительства и иных сфер деятельности, за результативную и эффективную государственную или муниципальную службу, за добросовестную и безупречную служебную деятельность в органах государственной власти или органах местного самоуправления Новгородской области. Необходимо: - Наличие общего трудового стажа в соответствующей Почётному званию сфере деятельности – не менее 20 лет,при этом по последнему месту работы – не менее 5 лет; - Наличие не менее 2 наград Новгородской области (в соответствии с перечнем наград, утверждённым областным законом Новгородской области № 600-ОЗ «О наградах Новгородской области»). | Закон Новгородской области от 31 августа 2015 года N 805-ОЗ «О почётных званиях Новгородской области»                                                                     |
|                                                               | «Почётный работник социальной защиты населения Новгородской области»                                            | 31 августа 2015 года | Присваивается гражданам за личные заслуги, способствующие социально-экономическому развитию Новгородской области, за общественно-значимый личный вклад в развитие экономики и производства, сельского хозяйства, культуры и искусства, науки, образования, здравоохранения, физической культуры и спорта, строительства и иных сфер деятельности, за результативную и эффективную государственную или муниципальную службу, за добросовестную и безупречную служебную деятельность в органах государственной власти или органах местного самоуправления Новгородской области. Необходимо: - Наличие общего трудового стажа в соответствующей Почётному званию сфере деятельности – не менее 20 лет,при этом по последнему месту работы – не менее 5 лет; - Наличие не менее 2 наград Новгородской области (в соответствии с перечнем наград, утверждённым областным законом Новгородской области № 600-ОЗ «О наградах Новгородской области»). | Закон Новгородской области от 31 августа 2015 года N 805-ОЗ «О почётных званиях Новгородской области»                                                                     |
|                                                               | «Почётный работник транспорта Новгородской области»                                                             | 31 августа 2015 года | Присваивается гражданам за личные заслуги, способствующие социально-экономическому развитию Новгородской области, за общественно-значимый личный вклад в развитие экономики и производства, сельского хозяйства, культуры и искусства, науки, образования, здравоохранения, физической культуры и спорта, строительства и иных сфер деятельности, за результативную и эффективную государственную или муниципальную службу, за добросовестную и безупречную служебную деятельность в органах государственной власти или органах местного самоуправления Новгородской области. Необходимо: - Наличие общего трудового стажа в соответствующей Почётному званию сфере деятельности – не менее 20 лет,при этом по последнему месту работы – не менее 5 лет; - Наличие не менее 2 наград Новгородской области (в соответствии с перечнем наград, утверждённым областным законом Новгородской области № 600-ОЗ «О наградах Новгородской области»). | Закон Новгородской области от 31 августа 2015 года N 805-ОЗ «О почётных званиях Новгородской области»                                                                     |
|                                                               | «Почётный работник физической культуры Новгородской области»                                                    | 31 августа 2015 года | Присваивается гражданам за личные заслуги, способствующие социально-экономическому развитию Новгородской области, за общественно-значимый личный вклад в развитие экономики и производства, сельского хозяйства, культуры и искусства, науки, образования, здравоохранения, физической культуры и спорта, строительства и иных сфер деятельности, за результативную и эффективную государственную или муниципальную службу, за добросовестную и безупречную служебную деятельность в органах государственной власти или органах местного самоуправления Новгородской области. Необходимо: - Наличие общего трудового стажа в соответствующей Почётному званию сфере деятельности – не менее 20 лет,при этом по последнему месту работы – не менее 5 лет; - Наличие не менее 2 наград Новгородской области (в соответствии с перечнем наград, утверждённым областным законом Новгородской области № 600-ОЗ «О наградах Новгородской области»). | Закон Новгородской области от 31 августа 2015 года N 805-ОЗ «О почётных званиях Новгородской области»                                                                     |
|                                                               | «Почётный строитель Новгородской области»                                                                       | 31 августа 2015 года | Присваивается гражданам за личные заслуги, способствующие социально-экономическому развитию Новгородской области, за общественно-значимый личный вклад в развитие экономики и производства, сельского хозяйства, культуры и искусства, науки, образования, здравоохранения, физической культуры и спорта, строительства и иных сфер деятельности, за результативную и эффективную государственную или муниципальную службу, за добросовестную и безупречную служебную деятельность в органах государственной власти или органах местного самоуправления Новгородской области. Необходимо: - Наличие общего трудового стажа в соответствующей Почётному званию сфере деятельности – не менее 20 лет,при этом по последнему месту работы – не менее 5 лет; - Наличие не менее 2 наград Новгородской области (в соответствии с перечнем наград, утверждённым областным законом Новгородской области № 600-ОЗ «О наградах Новгородской области»). | Закон Новгородской области от 31 августа 2015 года N 805-ОЗ «О почётных званиях Новгородской области»                                                                     |
|                                                               | «Почётный энергетик Новгородской области»                                                                       | 31 августа 2015 года | Присваивается гражданам за личные заслуги, способствующие социально-экономическому развитию Новгородской области, за общественно-значимый личный вклад в развитие экономики и производства, сельского хозяйства, культуры и искусства, науки, образования, здравоохранения, физической культуры и спорта, строительства и иных сфер деятельности, за результативную и эффективную государственную или муниципальную службу, за добросовестную и безупречную служебную деятельность в органах государственной власти или органах местного самоуправления Новгородской области. Необходимо: - Наличие общего трудового стажа в соответствующей Почётному званию сфере деятельности – не менее 20 лет,при этом по последнему месту работы – не менее 5 лет; - Наличие не менее 2 наград Новгородской области (в соответствии с перечнем наград, утверждённым областным законом Новгородской области № 600-ОЗ «О наградах Новгородской области»). | Закон Новгородской области от 31 августа 2015 года N 805-ОЗ «О почётных званиях Новгородской области»                                                                     |
|                                                               | Знак отличия «За заслуги перед Новгородской областью»                                                           | 9 февраля 2009 года  | Присваивается гражданам за значительный вклад в социально-экономическое развитие Новгородской области, заслуги в государственной, научной, творческой, иной профессиональной или общественной деятельности, многолетнюю плодотворную работу, направленную на повышение благосостояния жителей Новгородской области. Необходимо: - Наличие общего трудового стажа, осуществления общественной деятельности – не менее 15 лет, при этом по последнему месту работы или месту осуществления общественной деятельности – не менее 5 лет; - Наличие не менее 2 наград Новгородской области. | Закон Новгородской области от 09 февраля 2009 года N 470-ОЗ о знаке отличия Новгородской области «За заслуги перед Новгородской областью»                                 |
|                                                               | Орден «За честь и мужество»                                                                                     | 04 июля 2022 года    | Орден «За честь и мужество» является наградой Новгородской области и учреждён в целях награждения граждан Российской Федерации, иностранных граждан, лиц без гражданства за самоотверженность, мужество и отвагу, проявленные при спасении людей, охране общественного порядка, в борьбе с преступностью, во время стихийных бедствий, пожаров, катастроф и других чрезвычайных ситуаций, а также за смелые и решительные действия, совершенные при исполнении воинского, гражданского или служебного долга, в том числе в условиях, сопряженных с риском для жизни. Награждение орденом может быть произведено посмертно. Повторное награждение орденом не производится. | Учреждён законом Новгородской области от 04 июля 2022 года № 142-ОЗ, Положение утверждено указом Губернатора Новгородской области от 15 сентября 2022 года № 464 ---      |
|                                                               | Медаль «За вклад в развитие земли Новгородской»                                                                 | 11 мая 2016 года     | Присваивается гражданам за плодотворную благотворительную, попечительскую, общественную, социальную, культурную, научно-исследовательскую, эффективную инвестиционную деятельность, оказавшую значительное влияние на развитие Новгородской области, спортивные достижения и иные виды деятельности, имеющие значимые результаты для Новгородской области. | Указ Губернатора Новгородской области от 11.05.2016 N 159 «Об утверждении Положения о медали «За вклад в развитие земли Новгородской»                                     |
| I степени ——————————————— II степени                          | Медаль «Новгородская Слава» I и II степени                                                                      | 31 августа 2015 года | Медалью награждаются граждане: - за выдающиеся результаты в различных сферах деятельности: экономике, строительстве, искусстве, культуре, образовании, науке, физической культуре и спорте, здравоохранении, защите прав и свобод человека и иных сферах; - за личные заслуги в благотворительной, общественной и иной деятельности, направленной на достижение экономического, социального и культурного благополучия Новгородской области; - за вклад в укрепление дружественных отношений между Новгородской областью и другими субъектами Российской Федерации; - за самоотверженность, мужество и отвагу, проявленные при исполнении гражданского или служебного долга в условиях, сопряженных с риском для жизни (во время стихийных бедствий, пожаров, катастроф и других чрезвычайных ситуаций). - К награждению медалью «Новгородская Слава» I степени представляются граждане, награждённые медалью «Новгородская Слава» II степени. - Награждение медалью «Новгородская Слава» I степени осуществляется не ранее чем через 3 года после награждения медалью «Новгородская Слава» II степени за новые заслуги. - Наличие у гражданина, представляемого к награждению медалью «Новгородская Слава» II степени государственной награды Российской Федерации, государственной награды СССР или награды Новгородской области(за исключением представления к награждению за самоотверженность, мужество и отвагу, проявленные при исполнении гражданского или служебного долга в условиях, сопряженных с риском для жизни). | Закон Новгородской области от 31 августа 2015 года N 826-ОЗ о медали «Новгородская Слава»                                                                                 |
| Для награждения матерей ——————————————— Для награждения отцов | Почётный знак «За верность родительскому долгу»                                                                 | 2 сентября 2013 года | Является формой общественного признания заслуг родителей, приёмных родителей, усыновителей, воспитывающих (воспитавших) 4 и более детей и внёсших значительный личный вклад в развитие и воспитание детей. Необходимо: - Почётный знак учреждается для награждения родителей, являющихся гражданами Российской Федерации и проживающих на территории Новгородской области не менее 15 лет; - Представление родителей к награждению производится по достижении четвертым ребенком возраста 7 лет. При награждении учитываются умершие дети. | Закон Новгородской области от 02 сентября 2013 года N 317-ОЗ о почётном знаке Новгородской области «За верность родительскому долгу»                                      |
|                                                               | Знак «Верность долгу и милосердие»                                                                              | 15 июля 2020 года    | Знаком «Верность долгу и милосердие» поощряются граждане Российской Федерации, иностранные граждане, лица без гражданства за выполнение профессионального, гражданского долга, общественную и благотворительную деятельность, за активную жизненную позицию в борьбе с коронавирусной инфекцией. | Указ Губернатора Новгородской области от 15 июля 2020 года N 402 «О знаке "Верность долгу и милосердие"»                                                                  |
|                                                               | Знак «Родившейся на Новгородской земле» и Знак «Родившемуся на Новгородской земле»                              | 9 декабря 2009 года  | Вручаются родителям (одному из родителей, уполномоченному родителями лицу, законному представителю) детей, родившихся на территории области после 1 декабря 2009 года. | Указ Губернатора Новгородской области от 9 декабря 2009 года N 272 об учреждении памятных знаков «Родившейся на Новгородской земле» и «Родившемуся на Новгородской земле» |
|                                                               | Благодарность Губернатора Новгородской области                                                                  | 2 апреля 2014 года   | Утверждена в целях поощрения граждан за заслуги и высокие достижения в профессиональной или общественной деятельности, за значительный вклад в обеспечение охраны жизни и здоровья граждан, законности и правопорядка, защиты прав и свобод граждан, в развитие экономики, науки и образования, культуры и искусства, сельского хозяйства, жилищно-коммунального хозяйства, а также иных областей социально-экономической сферы. Необходимо: - Наличие общего трудового стажа, стажа осуществления общественной деятельности, предпринимательской деятельности на территории Новгородской области – не менее 10 лет, при этом по последнему месту работы – не менее 5 лет; - Наличие Почётной грамоты Правительства/Администрации Новгородской области. | Указ Губернатора Новгородской области от 02.04.2014 N 112 «Об утверждении Положения о Благодарности Губернатора Новгородской области»                                     |
|                                                               | Почётная грамота Правительства Новгородской области                                                             | 18 февраля 2014 года | Утверждена в целях поощрения граждан за заслуги и высокие достижения в трудовой или общественной деятельности, а также в реализации мероприятий государственной политики в области финансов, науки, образования, здравоохранения, культуры, физической культуры и спорта, социального обеспечения и иных областях социально-экономической сферы. Необходимо: - Наличие общего трудового стажа, стажа осуществления общественной деятельности, предпринимательской деятельности на территории Новгородской области – не менее 5 лет, при этом по последнему месту работы – не менее 3 лет. - Наличие Благодарственного письма Губернатора Новгородской области либо государственных наград Российской Федерации и/или ведомственных наград. | Распоряжение Правительства Новгородской области от 18.02.2014 N 44-рг «Об утверждении Положения о Почётной грамоте Правительства Новгородской области»                    |
|                                                               | Благодарственное письмо Губернатора Новгородской области                                                        | 30 апреля 2014 года  | Является формой поощрения граждан за заслуги и достижения в профессиональной, трудовой или общественной деятельности, за эффективный и добросовестный труд, за безупречную и эффективную государственную службу, за вклад в социально-экономическое развитие области. Необходимо: - Наличие общего трудового стажа, стажа осуществления общественной деятельности, предпринимательской деятельности на территории Новгородской области – не менее 3 лет. | Указ Губернатора Новгородской области от 30 апреля 2014 года N 146 «Об утверждении Положения о Благодарственном письме Губернатора Новгородской области»                  |

## Награды Великого Новгорода
Награды Великого Новгорода — награды учреждённые в соответствии с решением Думы Великого Новгорода от 23.12.2004 № 45 «О муниципальных наградах Великого Новгорода» и в соответствии с Уставом муниципального образования - городского округа Великий Новгород.
| Изображение награды | Наименование награды                                                                                        | Дата учреждения       | Условия представления к награждению | Источник |
|                     | Звание «Почётный гражданин Великого Новгорода» ––– (Нагрудный знак «Почётный гражданин Великого Новгорода») | 31 июля 2009 года     | Звание "Почётный гражданин Великого Новгорода" является высшим знаком признательности Великого Новгорода лицам, внёсшим выдающийся вклад в: - развитие городского хозяйства, укрепление производственного, научного потенциала Великого Новгорода; - градостроительство и улучшение архитектурного облика Великого Новгорода; - изучение истории и культуры Великого Новгорода, реставрацию и восстановление его исторических, культурных памятников; - создание произведений искусства о Великом Новгороде; - образование, охрану здоровья, жизни и прав жителей Великого Новгорода; - развитие связей Великого Новгорода с муниципальными образованиями Российской Федерации и городами других стран; - обеспечение общественной безопасности и сохранности расположенного в Великом Новгороде имущества; - предотвращение и ликвидацию последствий чрезвычайных ситуаций природного и техногенного характера; - подвижничество и благотворительность. | Решение Думы Великого Новгорода от 31 июля 2009 г. № 458 об утверждении положения о звании «Почётный гражданин Великого Новгорода»        |
|                     | Почётный знак «За заслуги перед Великим Новгородом»                                                         | 27 января 2005 года   | Награждаются граждане Российской Федерации, иностранные граждане и лица без гражданства: - за выдающиеся заслуги перед Великим Новгородом в области экономики, науки, культуры, искусства, образования, охраны здоровья, просвещения, социального, духовного и нравственного воспитания жителей Великого Новгорода; - за значительный вклад в развитие Великого Новгорода, многолетнюю плодотворную деятельность, направленную на процветание города и повышение благосостояния жителей Великого Новгорода, активное содействие развитию дружественных отношений с иностранными государствами; - за иные особые заслуги перед Великим Новгородом и жителями города. | Решение Думы Великого Новгорода от 27.01.2005 № 63 о почётном знаке «За заслуги перед Великим Новгородом»                                 |
|                     | Почётная грамота Великого Новгорода                                                                         | 11 сентября 2008 года | Является поощрением за высокие достижения, особые заслуги перед Великим Новгородом и его жителями в области производства, науки, культуры, образования, здравоохранения, воспитания молодежи, укрепления общественного порядка и других сферах трудовой деятельности, а также в связи с юбилейными датами при наличии указанных заслуг. Необходимо: - Благодарность Мэра Великого Новгорода. | Постановлении Администрации Великого Новгорода от 11.09.2008 N 251 «Об утверждении положений о муниципальных наградах Великого Новгорода» |
|                     | Благодарность Мэра Великого Новгорода                                                                       | 11 сентября 2008 года | Объявляется организациям, физическим лицам за высокие достижения в профессиональной или общественной деятельности, безупречную и эффективную службу, многолетний добросовестный труд и особые заслуги перед Великим Новгородом, а также, при наличии указанных заслуг, в связи с юбилейными датами. Необходимо: - Благодарственное письмо Мэра Великого Новгорода. | Постановлении Администрации Великого Новгорода от 11.09.2008 N 251 «Об утверждении положений о муниципальных наградах Великого Новгорода» |
|                     | Благодарственное письмо Мэра Великого Новгорода                                                             | 11 сентября 2008 года | Направляется организациям, физическим лицам в качестве поощрения за успешное выполнение целевых городских программ, участие в проведении общегородских мероприятий, в связи с профессиональными праздниками, юбилейными датами и достижениями в профессиональной или общественной деятельности на благо Великого Новгорода. | Постановлении Администрации Великого Новгорода от 11.09.2008 N 251 «Об утверждении положений о муниципальных наградах Великого Новгорода» |

### Юбилейные медали
| Изображение награды | Наименование награды                            | Дата учреждения   | Условия представления к награждению | Источник |
|                     | Медаль «В память 1150-летия Великого Новгорода» | 3 марта 2009 года | Учреждена для награждения: - участников Великой Отечественной войны, проживающих на территории области; - участников восстановления города Новгорода в период с 1944 года по 1954 год, проживающих на территории области; - Героев Социалистического Труда, проживающих на территории области; - полных кавалеров ордена Трудовой Славы, проживающих на территории области; - лауреатов государственных премий, проживающих на территории области не менее 25 лет; - лиц, внёсших значительный вклад в развитие производства, науки, культуры, искусства, образования, здравоохранения, спорта, обеспечение законности и правопорядка, охраны окружающей среды и иных направлений деятельности, способствующих улучшению условий жизни населения, социально-экономическому развитию области. | Закон Новгородской области от 3 марта 2009 г. N 479-ОЗ "О юбилейной медали «В память 1150-летия Великого Новгорода» ——— |

### Общественные награды
| Изображение награды | Наименование награды                             | Дата учреждения | Условия представления к награждению                                                                                | Источник                                                                                                |
|                     | Медаль «Великий Новгород — Город воинской славы» | 2015 год        | Является поощрением за проделанную работу по патриотическому воспитанию и подготовке празднования 70-летия Победы. | Новгородская городская организация ветеранов войны, труда, Вооружённых Сил и правоохранительных органов |